# Claude Goretta
Claude Goretta (23. června 1929 Ženeva – 20. února 2019 Ženeva) byl švýcarský filmový režisér, scenárista a producent. Byl výrazným představitelem tzv. nového švýcarského filmu 70. let. Jeho frankofonní snímek L'Invitation byl roku 1974 nominován na Oscara za nejlepší cizojazyčný film, jakožto druhý švýcarský film v historii, a Goretta se stal prvním nominovaným švýcarským režisérem (jeho předchůdce Maximilian Schell byl přece jen spíše Rakušan). Stejný film dostal i Cenu poroty na festivalu v Cannes. Tam Goretta uspěl i v roce 1977, kdy jeho psychologické drama Krajkářka s Isabelle Huppertovou v hlavní roli získalo Cenu ekumenické poroty a bojovalo i o hlavní cenu Zlatou palmu, podobně jako další jeho film Smrt Maria Ricciho v roce 1983. Na Berlinale se dočkalo nominace na hlavní cenu jeho drama Dívka z Lotrinska (1981) a v Benátkách snímek Si le soleil ne revenait pas (1987). K jeho známým filmům patří též komedie Ne tak zlý (1974), s Gérardem Depardieum a Marlène Jobertovou v hlavních rolích. Od 90. let točil již jen pro televizi, mj. několik epizod seriálu Maigret s Bruno Cremerem. V roce 2011 získal na festivalu v Locarnu Zlatého leoparda za celoživotní dílo.